# 克利努瓦特卡
49°48′20″N 38°15′17″E / 49.80556°N 38.25472°E
克利努瓦特卡（烏克蘭語：Клинуватка）是位於烏克蘭東部的村莊，由盧甘斯克州斯瓦托韋區的特羅伊齊克市鎮負責管轄。該村始建於1954年，面積3.2平方公里，海拔高度162米，2001年人口8，人口密度每平方公里2.5人。